# الیوسفیه
الیوسفیه (به عربی: الیوسفیة) یک منطقهٔ مسکونی در عراق است که در استان بغداد واقع شده‌است.